# Crystal Pite
Crytal Pite (Terrace, 15 dicembre 1970) è una coreografa e ballerina canadese. Nel corso della sua carriera ha vinto il Prix Benois de la Danse e il Laurence Olivier Award per l'eccellenza nella danza.

## Biografia
Nata a Terrace e cresciuta a Victoria, Crystal Piter ha cominciato a studiare danza durante l'infanzia sotto la supervisione di Maureen Eastick e Wendy Green. Successivamente si è perfezionata al Banff Centre e alla School of Toronto Dance Theatre. Nel 1988 si è unita al Ballet BC, per cui ha danzato per otto anni. 
Nel 1990 intanto ha fatto l'esordio come coreografa con un pezzo intitolato Between the Bliss and Me. L'opera è stata accolta positivamente e Pite ha creato altre coreografie per la compagnia, per Les Ballets Jazz De Montreal e per il Ballet Jörgen Canada. Sempre nel 1990 ha danzato per la prima volta una coreografia di William Forsythe, In the Middle, Somewhat Elevated.
Nel 1995 ha fatto un'audizione per Forsythe per danzare nella sua compagnia a Berlino. Dopo essere stata ammessa al Ballett Frankfurt, Pite ha cominciato a danzare diverse altre coreografe di Forsythe, tra cui EIDOS: TELOS, The Loss of Small Detail ed Endless House. Insieme a Forsythe ha co-coreografato Excerpts from a Future Work nel 2000. Nel 2001 è tornata nella Colombia britannica e tra il 2001 e il 2004 è stata coreografa fissa di Les Ballets Jazz de Montréal, con cui ha debuttato con Tales - New and Abridged. Nel 2002 ha fondato una propria compagnia di danza, Kidd Pivot. Nel 2006 è tornata con il Ballet BC, per cui ha coreografato Arietta.
Nel 2007 ha ottenuto il successo internazionale con The Second Person al Nederlands Dans Theater, poi riproposto dalla compagnia in una tournée statunitense nel 2009. Nel 2009 ha coreografato il suo primo balletto in due atti per Kidd Pivot, intitolato Dark Matters. Lo spettacolo si è fatto notare dalla critica per il suo uso innovativo di tecniche del balletto classico insieme ad elementi del teatro giapponese come i kuroko. Nel 2009 ha coreografato Emergence per; il National Ballet of Canada; il balletto ha ottenuto un grande successo e vinto quattro Dora Mavor Moore Award, il massimo riconoscimento della danza canadese.
Nel 2010 la Kidd Pivot ha firmato un contratto di due anni (poi estesi a tre) con la Künstlerhaus Mousonturm di Francoforte. Nello stesso anno Pite ha deciso di smettere di ritirarsi dalla danza per dedicarsi esclusivamente alla coreografia. A Francoforte ha coreografato A Picture of You Falling, The Other You e A Picture of You Flying. Nel 2011 ha creato il balletto Tempest Replica, liberamente tratto dall'opera di Shakespeare.
Nel 2013 il Teatro Sadler's Wells l'ha nominata artista associata della compagnia e Pite ha rivisitato The Tempest Replica. Il primo balletto che Pita ha creato per il teatro è stato See the Music, Hear the Dance, su musiche di Thomas Adès; la coreografia è stata eseguita da sessantaquattro ballerini della Kidd Pivot e della London Contemporary Dance School, con la partitura eseguita da sessantaquattro musicisti. Per See the Music, The Tempest Replica e A Picture of You Falling ha vinto il Laurence Olivier Award per l'eccellenza nella danza nel 2015. Nel 2016 ha coreografato The Season's Canon per il Balletto dell'Opéra di Parigi, che le è valso il Prix Benois de la Danse nel 2017. Nel 2017, nel 2018, nel 2022 e nel 2025 ha vinto il Laurence Olivier Award per il miglior nuovo balletto rispettivamente per Betroffenheit, Flight Pattern, Revisor e Assembly Hall.
È impegnata in una relazione con Jay Gower Taylor, scenografo dei Kidd Pivot, e nel 2010 hanno avuto un figlio.

## Coreografie
- 1989 Between The Bliss and Me - Ballet BC
- 1992 Reflection on Billy - Ballet Jörgen
- 1993 In a Time of Darkness - Alberta Ballet
- 1994 Shapes of a Passing - Ballet Jörgen
- 1995 Two Dances for Jane - Ballet Jörgen
- 1995 Pendulum - Les Ballets Jazz de Montreal
- 1995 Quest - Alberta Ballet
- 1996 Moving Day - Ballet BC
- 1996 Field:Fiction - Ballett Frankfurt
- 1998 Hopping The Twig - Ballet Jörgen
- 2001 Tales - New and Abridged - Ballett Frankfurt
- 2001 Short Works: 22 - Les Ballets Jazz de Montreal
- 2003 Uncollected Work - Kidd Pivot
- 2004 Double Story - Kidd Pivot
- 2004 The Stolen Show - Les Ballets Jazz de Montreal
- 2004 Xspectacle - Les Ballets Jazz de Montreal
- 2005 Pilot X - Nederlands Dans Theater
- 2006 Arietta - Ballet BC
- 2006 Lost Action - Kidd Pivot
- 2006 Lone Epic - Solo for Louise Lecavalier
- 2007 The Second Person - Nederlands Dans Theater
- 2008 Frontier - Nederlands Dans Theater
- 2008 10 Duets on a Theme of Rescue - Cedar Lake Contemporary Ballet
- 2008 Matter of a Maker - Cullberg Ballet
- 2009 Emergence - National Ballet of Canada
- 2009 Dark Matters - Kidd Pivot
- 2010 The You Show - Kidd Pivot
- 2010 Plot Point - Nederlands Dans Theater
- 2011 The Tempest Replica - Kidd Pivot
- 2012 Solo Echo - Nederlands Dans Theater
- 2013 Parade - Nederlands Dans Theater
- 2015 Betroffenheit - Kidd Pivot
- 2015 In The Event - Nederlands Dans Theater
- 2016 The Statement - Nederlands Dans Theater
- 2016 The Seasons' Canon - Balletto dell'Opéra di Parigi
- 2017 Flight Pattern - Royal Ballet
- 2018 Partita for 8 Dancers - Nederlands Dans Theater
- 2019 Revisor - Kidd Pivot
- 2019 Body And Soul - Balletto dell'Opéra di Parigi
- 2020 Angels' Atlas - National Ballet of Canada
- 2022 Light of Passage - Royal Ballet